# Tsunami (miniserie televisiva)
Tsunami (Tsunami: The Aftermath) è una miniserie televisiva anglo-americana in due parti del 2006, coprodotta da HBO e BBC. Adatta gli eventi successivi al terremoto e maremoto dell'Oceano Indiano del 2004 in Indonesia e nei paesi confinanti, inclusa la Thailandia. È stata girata a Phuket e a Khao Lak dall’aprile al giugno 2006.

## Trama
Intreccia storie ed esamina le tragedie personali di vari personaggi. Ian e Susie Carter sono una giovane coppia inglese alla ricerca della loro figlia seienne Martha che è stata spazzata via dallo tsunami. Contemporaneamente, la britannica Kim Peabody e suo figlio Adam devono rintracciare i loro cari James e John. Nel frattempo Than, un cameriere tailandese deve affrontare la perdita della sua famiglia e del villaggio.
Oltre a questi sopravvissuti, ci sono diversi operatori che tentano di supportare la situazione. Tony Whittaker, un funzionario consolare oppresso la cui fede nei poteri della burocrazia è duramente testata. Kathy Graham, australiana, volontaria degli aiuti umanitari per la beneficenza cristiana, cerca di convincere Whittaker a mostrare un sano disprezzo per le regole e aiutare le persone come meglio può. Infine, Nick Fraser, un giornalista che indaga sull’assenza di preavvisi e la corruzione seguente al disastro.

## Riconoscimenti
- 2006 – Premio Emmy
  - Candidatura per la miglior attrice non protagonista in una miniserie o film per la televisione a Toni Collette
  - Candidatura per la Miglior regia per un film, miniserie o speciale drammatico a Bharat Nalluri
  - Candidatura per il miglior montaggio audio per una miniserie, film o speciale
- 2007 - Golden Globe
  - Candidatura per il miglior attore in una mini-serie o film per la televisione a Chiwetel Ejiofor
  - Candidatura per il miglior attrice in una mini-serie o film per la televisione a Sophie Okonedo
  - Candidatura per il miglior attrice non protagonista in una serie a Toni Collette
- Festival della televisione di Monte Carlo
  - Miglior attore in una miniserie a Chiwetel Ejiofor
  - Candidatura per il miglior attore in una miniserie a Hugh Bonneville
  - Candidatura per il miglior attore in una miniserie a Tim Roth
  - Candidatura per la miglior attrice in una miniserie a Toni Collette
- British Academy Television Awards
  - Miglior sonoro per una serie o intrattenimento
  - Candidatura per la miglior colonna sonora per la televisione a Alex Heffes
  - Candidatura per la miglior fotografia per una serie o intrattenimento a John de Borman